# 黄穗悬钩子
黄穗悬钩子（学名：Rubus chrysobotrys）为蔷薇科悬钩子属的植物，是中国的特有植物。分布于中国大陆的云南等地，生长于海拔1,700米至2,500米的地区，多生长在生沟边和山坡杂木林中，目前尚未由人工引种栽培。

## 异名
- Rubus chrysobotrys Hand.-Mazz. var. lobophyllus Hand.-Mazz.